# The Other Side of the Door
The Other Side of the Door er en amerikansk stumfilm fra 1916 af Thomas Ricketts.

## Medvirkende
- Harold Lockwood som John Montgomery.
- May Allison som Ellie Fenwick.
- William Stowell som Rod.
- Harry von Meter som Dingley.
- Dick La Reno som Fenwick.